# Choi Yoon-so
Choi Yoon-so (en hangul 최윤소; nacida el 29 de noviembre de 1984) es una actriz surcoreana.

## Filmografía

### Series de televisión
| Año         | Título                       | Rol/Nota(s)                                       | Red         | Ref..                |
| ----------- | ---------------------------- | ------------------------------------------------- | ----------- | -------------------- |
| 2010–2011   | Secret Garden                | Kim Hee-won                                       | SBS         |                      |
| 2010–2011   | Smile Again                  | Baek Yoo-jin                                      | KBS1        | [ 3 ]                |
| 2011        | Royal Family                 | Yoo Shin-ah                                       | MBC         |                      |
| 2011        | Hair Show                    | Kim Yoo-ri                                        | KBS2        | [ 4 ] [ 5 ]          |
| 2011        | I Need Romance               | prometida de Bae Sung-hyun                        | tvN         |                      |
| 2011        | Warrior Baek Dong-soo        | Goo-hyang                                         | SBS         | [ 6 ]                |
| 2011        | Ji-hoon's Born in 1982       | Ahn Seo-yeon                                      | KBS2        | [ 7 ]                |
| 2012        | Girl Detective, Park Hae-sol | Ye Ri-na                                          | KBS2        | [ 8 ]                |
| 2012        | My Husband Got a Family      | Kang Hye-soo                                      | KBS2        | [ 9 ]                |
| 2012        | Can't Live Without You       | Lee Hyun-kyung                                    | MBC         | [ 10 ]               |
| 2012        | The 3rd Hospital             | Jung Seung-hee                                    | tvN         | [ 11 ] [ 12 ]        |
| 2013        | TV Novel: Eunhui             | Cha Young-joo                                     | KBS2        | [ 13 ] [ 14 ]        |
| 2014        | Liar Game                    | Goo Ja-young                                      | tvN         | [ 15 ] [ 16 ]        |
| 2014        | Love Frequency 37.2          | Go Dong-hee                                       | MBC Every 1 | [ 16 ]               |
| 2015        | Second 20s                   | Shin Sang-ye                                      | tvN         | [ 17 ] [ 18 ]        |
| 2016        | Neighborhood Hero            | Kim Seo-an                                        | OCN         | [ 19 ] [ 20 ]        |
| 2016        | Happy Home                   | Bong Hae-won                                      | MBC         | [ 21 ] [ 22 ] [ 23 ] |
| 2017        | Unknown Woman                | Koo Hae-joo                                       | KBS2        | [ 24 ] [ 25 ]        |
| 2017        | The Lady in Dignity          | Heo Jin-hee                                       | JTBC        | [ 26 ] [ 27 ]        |
| 2018        | Mother                       | Young-sin (de joven)                              | tvN         | [ 28 ]               |
| 2019 - 2020 | Unasked Family               | Kang Yeo-won                                      | KBS1        |                      |
| 2021        | Penthouse: War in Life 3     | Enfermera de hospital psiquiátrico (cameo ep. 14) | SBS         | [ 29 ]               |
| 2022        | Love to Hate You             | Grace                                             | Netflix     | [ 30 ]               |
| 2023-24     | Maestra: Strings of Truth    | Go Yu-ra                                          | tvN         | [ 31 ] [ 32 ]        |
| 2025        | Riding Life                  |                                                   | ENA         | [ 33 ]               |

### Películas
| Año  | Título                                | Rol                  |
| ---- | ------------------------------------- | -------------------- |
| 2003 | Silver Knife                          | Kyung-joo            |
| 2012 | The Heaven is Only Open to the Single | Yoon-so              |
| 2014 | Santa Barbara                         | actriz filmando      |
| 2015 | Rookie (菜鸟)                         | Wang Manfei (王曼菲) |
| 2016 | Insane                                | Ji-young             |
| 2016 | Road Kill                             | Mi-yeon              |
| 2017 | Ordinary Person                       | Ji-sook              |

### Programas de variedades
| Año  | Título          | Red | Notas |
| ---- | --------------- | --- | ----- |
| 2011 | Band of Goddess | XTM | Cast  |

### Videos musicales
| Año  | Título de la canción                     | Artista        |
| ---- | ---------------------------------------- | -------------- |
| 2002 | "For Me Without You" (내가 없는 날 위해) | Kang Sung-hoon |
| 2004 | "How Come" (어쩌다가)                    | Ran            |

## Premios y nominaciones
| Año  | Premio                                      | Categoría           | Trabajo        | Resultado |
| ---- | ------------------------------------------- | ------------------- | -------------- | --------- |
| 2020 | Excellence Award, Actress in a Serial Drama | 7th APAN Star Award | Unasked Family | Nominada  |
| 2016 | MBC Drama Awards                            | mejor actriz nueva  | Happy Home     | Nominada  |